# Arteră bronșică
Arterele bronșice sunt acele artere care alimentează plămânii cu nutrienți și sânge oxigenat. Deși există multe variații, există, de obicei, două artere bronșice care merg spre plămânul stâng și una spre plămânul drept și sunt o parte vitală a sistemului respirator.

## Anatomie
Arterele bronșice stângi (superioară și inferioară) apar de obicei direct din aorta toracică. 
Artera bronșică dreaptă unică apare de obicei din una dintre următoarele artere:
- 1) din aorta toracică ca un trunchi comun cu a treia arteră intercostală posterioară dreaptă
- 2) din artera bronșică superioară pe partea stângă
- 3) din orice număr de artere intercostale drepte în mare parte a treia dreaptă posterioară.

## Fiziologie
Arterele bronșice alimentează sânge bronhiile și țesutului conjunctiv al plămânilor. Su traseul comun cu acestea și se ramifică odată cu bronhiile, ajungând la nivelul bronhiolelor respiratorii. Se anastomozează cu ramurile arterelor pulmonare și, împreună, vascularizează pleura viscerală a plămânului în acest proces.
Rețineți că o mare parte din sângele oxigenat furnizat de arterele bronșice este întors prin venele pulmonare, mai degrabă decât prin venele bronșice. În consecință, sângele care revine în partea stângă a inimii este mai puțin oxigenat decât sângele de la nivelul paturilor capilare pulmonare.
Fiecare arteră bronșică are, de asemenea, o ramură care alimentează esofagul.

### Comparația cu arterele pulmonare
Este ușor de confundat arterele bronșice cu arterele pulmonare, deoarece ambele alimentează plămânii cu sânge, dar există diferențe importante:
| artera             | funcție                                                   | circulație             | diametru     |
| arterele pulmonare | furnizează sânge dezoxigenat pompat din ventriculul drept | circulatia pulmonara   | relativ mare |
| arterele bronșice  | furnizează sânge oxigenat pompat din ventriculul stâng    | circulatie sistematica | relativ mic  |

## Semnificație clinică
Arterele bronhice sunt de obicei mărite și tipice în hipertensiunea pulmonară tromboembolică cronică. 
Cu tehnici chirurgicale moderne, anastomozele bronșice se vindecă bine fără reconectarea arterei bronșice. În mare parte din acest motiv, circulația arterei bronșice este de obicei sacrificată în timpul transplanturilor pulmonare, bazându-se în schimb pe persistența unei microcirculații (probabil rezultată din circulația pulmonară dezoxigenată) pentru a asigura perfuzia căilor respiratorii. 
Anevrismele arterei bronșice pot imita anevrismele aortice.  Embolizarea arterelor bronșice este inserarea unui  cateter într-o arteră bronșică pentru a trata hemoptizia (tuse cu sânge).  
Arterele bronșice și furnizarea lor de substanțe nutritive către plămâni sunt, de asemenea, atribuite observației că o arteră pulmonară ocluzată (fie ligată, fie printr-un embol) duce foarte rar la infarct pulmonar .  Arterele bronșice pot menține un aport de sânge oxigenat către țesutul pulmonar.